# Murdock Shoal
Murdock Shoal – mielizna (shoal) w kanadyjskiej prowincji Nowa Szkocja, w hrabstwie Pictou (45°41′43″N, 62°39′29″W), w zatoce Pictou Road; nazwa urzędowo zatwierdzona 8 listopada 1948.